# Дяченко Олександр Андрійович
Олександр Андрійович Дяченко (нар. 1 березня 1994, Київ, Україна) — український футболіст, воротар.

## Клубна кар'єра
Народився в Києві, футболом розпочав займатися в молодіжній академії столичного «Динамо». У футболці киян розпочав свої виступи й у ДЮФЛУ. У 2009 році перейшов до харківського «Металіста», в якому й продовжив кар'єру на юнацькому рівні. Дорослу футбольну кар'єру розпочав у 2011 році в складі клубу «Електроважмаш». У футболці харків'ян зіграв 1 поєдинок у першій лізі чемпіонату Харківської області. Потім перейшов до львівських «Карпат», але в команді не зіграв жодного офіційного поєдинку.
У 2013 році перейшов до новоствореного ФК «Оболонь-Бровар». Дебютував за столичний клуб 24 липня 2013 року в переможному (1:0) виїзному поєдинку 1-о попереднього раунду кубку України проти «Нового життя» (Андріївка). Олександр вийшов на поле в стартовому складі та відіграв увесь матч. У Другій лізі дебютував за київську команду 6 вересня 2013 року в нічийному (0:0) виїзному поєдинку 10-о туру проти овідіопольського «Реал Фарма». Дяченко вийшов на поле в стартовому складі та відіграв увесь матч. У складі «пивоварів» відіграв два сезони, за цей час у Другій лізі провів 20 поєдинків, ще 3 матчі зіграв у кубку України.
У 2015 році підсилив ще аматорський клуб «Рух» (Винники). Допоміг команді вибороти професіональний статус. На професіональному рівні за винниківський «Рух» дебютував 24 липня 2016 року в переможному (6:0) домашньому поєдинку 1-го туру Другої ліги проти маріупольського «Іллічівця-2». Олександр вийшов на поле в стартовому складі та відіграв увесь матч. У футболці винниківського клубу в Другій та Першій лізі зіграв 32 матчі, ще 2 поєдинки провів у кубку України. У сезоні 2018/19 років на поле майже не виходив, зігравши лише в 1-у кубковому поєдинку проти «Черкащини-Академії». Отримав перелом ноги, через що вирішив завершити кар'єру футболіста.

## Кар'єра в збірній
Зіграв по 1 поєдинку в юнацьких збірних України  (U-17) та (U-19).

## По закінченню кар'єри
По закінченню футбольної кар'єри Олександр Дяченко вирішив піти у будівельний бізнес. Від 2019 року він власник ТОВ «ІнвестБудЛьвів».

## Досягнення

### Клубні
«Рух» (Винники)
- Аматорський чемпіонат України
  -  Срібний призер (1): 2015

- Кубок Львівської області
  -  Володар (1): 2015

- Друга ліга чемпіонату України
  -  Срібний призер (1): 2016/17